# Mallota aberrans
Mallota aberrans är en tvåvingeart som beskrevs av Shannon 1927. Mallota aberrans ingår i släktet hålblomflugor, och familjen blomflugor.
Artens utbredningsområde är Peru. Inga underarter finns listade i Catalogue of Life.